# Альфонс Пено
(Шарль) Альфо́нс Пено́ (фр. Alphonse Penaud; 31 травня 1850, Париж, Франція — 22 жовтня 1880, Париж) — французький винахідник і дослідник, піонер авіації.
Проводив досліди з моделями літальних апаратів важчих за повітря. Розробив методи забезпечення стійкості літака в польоті. 1876 року спільно з Полем Гошо розробив проєкт літака-амфібії, із закритою кабіною, вбирними шасі, гвинтами змінюваного кроку. Автор наукових публікацій з питань авіації і повітроплавання.

## Біографія
Альфонс Пено народився в Парижі в сім'ї віце-адмірала військово-морського флоту Франції. Брат А. Пено також служив морським офіцером. Отримана в дитинстві травма стегна не дозволила Пено вступити до Військово-Морської Академії (за іншими даними він все ж вступив до Військово-Морської Академії, однак не зміг її закінчити через зазначену травми).
Маючи здібності до математики, Пено захопився теорією аеронавтики.

## Життєпис

### Досліди з моделями літальних апаратів

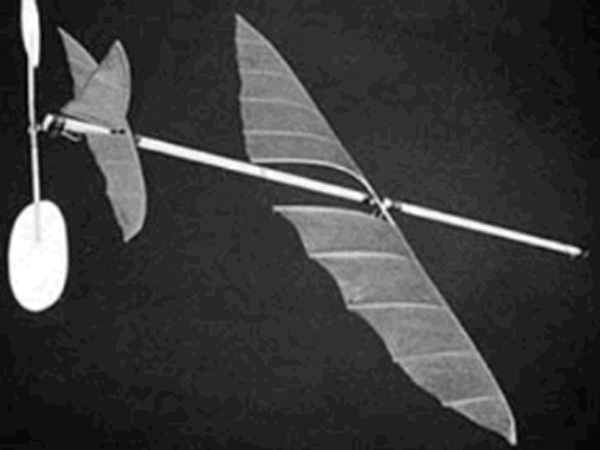
В 1871 році Альфонс Пено продемонстрував політ моделі «Планофор» (Planophore) оснащеної гумовим двигуном

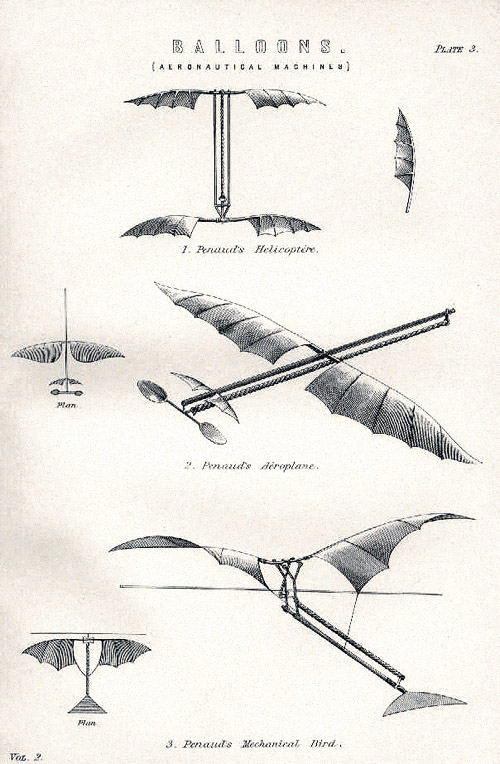
Літаючі моделі Пено:
1870 гелікоптер, 1871 Планофор, 1873 махольот

У період приблизно з 1870 по 1876 рр. Альфонс Пено, в наукових цілях, виготовив кілька моделей літальних апаратів з гумовим і пружинним двигуном. Серед них найвідомішими були: модель вертольота з співвісними гвинтами, який піднімався на висоту до 15 метрів; модель літака (названа автором «Планофор», див. далі) ; модель махольота («Ортоптер»).
Одним з винаходів Пено, було застосування як двигуна для моделей літальних апаратів закрученої гумової смуги (до цього застосовувалися двигуни на основі розтягнутої гуми). З використанням такого двигуна Пено виготовив модель літака «Планофор», публічний запуск якої був вперше здійснений 18 серпня 1871 року у присутності представників французького Повітроплавального товариства в Саду Тюїльрі. Модель являла собою моноплан, оснащений штовхальним пропелером, мала розмах крила 450 мм та важила 16 г. Максимальна дальність польоту досягала 40 м.
Горизонтальне оперення могло встановлюватися перед запуском моделі на потрібний експериментатору кут. За допомогою «Планофора» Пено досліджував способи забезпечення рівноваги літака в польоті. Під час дослідів він встановив, що установка горизонтального оперення на певний кут, забезпечує апарату поздовжню рівновагу (цей метод додання літаку поздовжньої рівноваги є основним в авіації). Також було підтверджено позитивний вплив загину кінців крила догори на поперечну рівновагу, та наявності вертикального хвостового оперення на курсову рівновагу.
Моделі Пено були першими авіамоделями та літаючими іграшками, вони також надихали інших піонерів авіації на нові винаходи.

### Пріоритет у відкритті принципу поздовжньої стійкості літака
Принцип надання літаку поздовжньої статичної стійкості за допомогою горизонтального оперення, включаючи установку горизонтального оперення на від'ємний (по відношенню до площини крила) кут, був описаний Джорджем Кейлі в 1852 році. Пено, на думку деяких дослідників, повторно відкрив це принцип незалежно від Кейлі. Крім того, заслуга Пено полягає в теоретичному обґрунтуванні цього принципу із застосуванням математики. Пізніше Пено запропонував спосіб забезпечення поздовжньої стійкості літака без горизонтального оперення — за допомогою S-подібного профілю крила (див. далі).

### Проєкт літака-амфібії

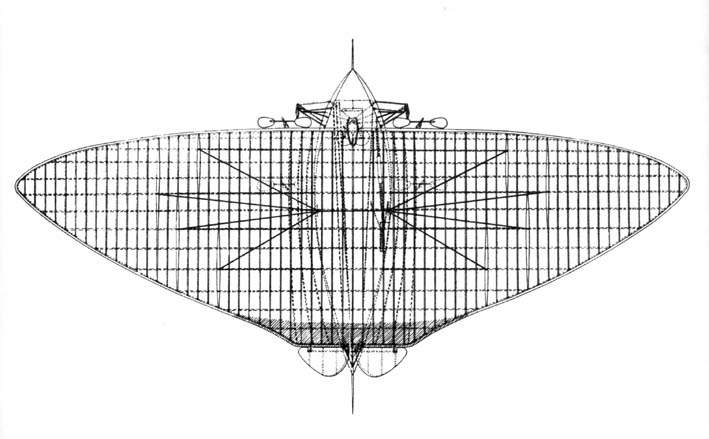
Літак Пено і Гошо, вигляд зверху

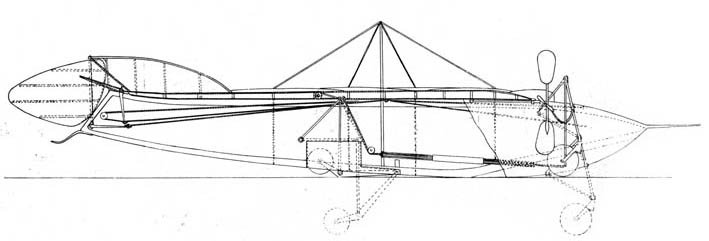
Літак Пено і Гошо, вигляд збоку

У 1876 році Альфонс Пено, спільно з механіком Полем Гошо, отримав патент (№ 111.574) на проєкт пасажирського літака—амфібії. Це був літак виконаний за схемою «літаюче крило». Поздовжнє балансування літака мало здійснюватися за рахунок застосування S-подібного профілю крила, а управління по тангажу — за допомогою керма висоти, розташованого на задній кромці крила. Для стабілізації та управління літака за курсом був передбачений кіль з кермом напрямку. Як і в більшості проєктів літаків, розроблених в XIX столітті, засоби управління по крену не були передбачені зовсім. Автори проєкту вважали, що загин закінцівок крила догори і високе його розташування забезпечать апарату достатню поперечну рівновагу. За проєктом, крило мало несну металеву обшивку.
Фюзеляж літака, містив в собі закриту кабіну для екіпажу та пасажирів, був виконаний у вигляді човна, завдяки чому літак повинен був мати можливість сідати та злітати з води. Для посадки на сушу, було передбачено чотирьохколісне шасі з амортизаторами, що прибиралось у фюзеляж.
Проєктна маса літака повинна була становити близько 1200 кг. Передбачалась силова установка що складалась з парової машини розміщеної всередині фюзеляжу та двох чотирьохлопатевих повітряних гвинтів із змінюваним кутом атаки. Через свою складність та відсутність фінансування проєкт не було реалізовано.

### Діаграма Пено (криві Пено)
У зарубіжній практиці діаграма потрібних і наявних потужностей, іноді називається діаграмою Пено. У СРСР приблизно до 1950-х років, деякими радянськими дослідниками стало висловлюватися думка, що справжнім автором даної діаграми є Н. Е. Жуковський, в зв'язку з чим термін «криві Пено» вийшов з ужитку в СРСР.

### Прилади аеронавігації
Альфонс Пено розробив спеціальний барометр—висотомір з гумовою мембраною, а також прилад для вимірювання швидкості польоту.
26 квітня 1873 року французьке Товариство повітроплавання організовує першу наукову експедицію на повітряній кулі, в якій взяли участь вчені Жозеф Кроче-Спінеллі і Теодор Сівель. На борту повітряної кулі «l'Étoile polaire» були прилади розроблені Пено.

## Смерть
Обставини смерті Альфонса Пено — до кінця не відомі. Наприкінці 1870-х років, стан здоров'я Пено стрімко погіршав, він вже не міг пересуватися без милиць. Альфонс Пено пішов з життя в Парижі в 22 жовтня 1880 року.
Пено заповів свої збереження французькій Академії наук, для преміювання досягнень в повітроплаванні.

## Цікаві факти
На думку деяких французьких літературознавців, Альфонс Пено є прототипом Робура — героя романів Жуля Верна «Робур-завойовник» та «Володар світу».
Міжнародна федерація аеронавтики FAI заснувала в 1979 р. диплом Альфонса Пено, який щорічно присуджують авіамоделістам за видатні спортивні досягнення.